# Матч СРСР — США — Японія з легкої атлетики 1985
Матч СРСР — США з легкої атлетики 1985 був проведений 21-22 вересня в Токіо на Національному стадіоні в межах тристоронньої матчевої зустрічі радянських, американських та японських легкоатлетів.
Матч став завершальним, дев'ятнадцятим за ліком, у класичній матчевій серії протистоянь радянських та американських легкоатлетів.
1989 року відбулась ще одна матчева зустріч за участі легкоатлетів СРСР та США — у Бірмінгемі був проведений чотиристоронній матч СРСР — США — Велика Британія — ФРН. Проте, окремого підрахунку результатів виступів між радянськими та американськими збірними за регламентом цієї зустрічі не здійснювалось.

## Результати

### Чоловіки
| Місце | Атлет              | Результат |
| ----- | ------------------ | --------- |
| 1     | Карл Льюїс         | 10,12     |
| 2     | Гарві Гланс        | 10,22     |
| 3     | Микола Юшманов     | 10,25     |
| 4     | Володимир Муравйов | 10,31     |
| п/к   | Двейн Еванс        | 10,40     |
| 5     | Міядзакі Хірофумі  | 10,57     |
| 6     | Мацубара Каору     | 10,63     |

| Місце | Атлет              | Результат |
| ----- | ------------------ | --------- |
| 1     | Кірк Баптіст       | 20,34     |
| 2     | Олександр Євгеньєв | 20,53     |
| 3     | Двейн Еванс        | 20,54     |
| 4     | Володимир Муравйов | 20,63     |
| п/к   | Даррелл Робінсон   | 20,80     |
| 5     | Асуба А.           | 21,21     |
| 6     | Ямауті Кендзі      | 21,73     |

| Місце | Атлет            | Результат |
| ----- | ---------------- | --------- |
| 1     | Майкл Франкс     | 45,06     |
| 2     | Володимир Крилов | 45,52     |
| 3     | Рей Армстед      | 46,04     |
| 4     | Володимир Просін | 46,21     |
| п/к   |                  |           |
| п/к   | Волтер Мак-Кой   | 46,56     |
| 5     | Судзукі Т.       | 47,02     |
| 6     | Кавасумі Хіромі  | 47,19     |

| Місце | Атлет           | Результат |
| ----- | --------------- | --------- |
| 1     | Віктор Калінкін | 1.47,17   |
| 2     | Девід Мак       | 1.47,70   |
| 3     | Леонід Масунов  | 1.47,84   |
| 4     | Даг Паділья     | 1.48,87   |
| 5     | Фудзі Х.        | 1.52,04   |
| 6     | Кано Я.         | 1.55,53   |

| Місце | Атлет         | Результат |
| ----- | ------------- | --------- |
| 1     | Ігор Лоторев  | 3.41,83   |
| 2     | Павло Яковлєв | 3.42,50   |
| 3     | Крейг Масбек  | 3.44,78   |
| 4     | Дон Волкі     | 3.46,67   |
| 5     | Іваса Йосіакі | 3.46,81   |
| 6     | Накахара М.   | 3.48,14   |

| Місце | Атлет             | Результат |
| ----- | ----------------- | --------- |
| 1     | Даг Паділья       | 15.15,93  |
| 2     | Ендо Цукаса       | 15.16,11  |
| 3     | Геннадій Темников | 15.16,68  |
| 4     | Іваса Йосіакі     | 15.16,90  |
| 5     | Алан Шарсу        | 15.17,11  |
| 6     | Олександр Худяков | 15.17,61  |

| Місце | Атлет          | Результат |
| ----- | -------------- | --------- |
| 1     | Йонесіге Суїті | 28.39,04  |
| 2     | Джефф Дрент    | 28.45,18  |
| 3     | Олег Стрижаков | 28.50,15  |
| 4     | Като Сатосі    | 28.54,03  |
| 5     | М. Андерсон    | 28.55,26  |
| 6     | Віктор Чумаков | 29.07,97  |

| Місце | Атлет          | Результат |
| ----- | -------------- | --------- |
| 1     | Тоні Кемпбелл  | 13,47     |
| 2     | Сергій Усов    | 13,70     |
| 3     | Клітус Кларк   | 13,87     |
| 4     | Сугії Масахіко | 14,31     |
| —     | Ігор Казанов   | DQ        |
| —     | Івасакі К.     | DQ        |

| Місце | Атлет              | Результат |
| ----- | ------------------ | --------- |
| 1     | Олександр Васильєв | 49,67     |
| 2     | Тренел Гокінс      | 49,71     |
| 3     | Нат Пейдж          | 50,38     |
| 4     | Володимир Будько   | 50,46     |
| 5     | Какіморі Хіросі    | 51,11     |
| 6     | Оморі Сігенобу     | 52,03     |

| Місце | Атлет             | Результат |
| ----- | ----------------- | --------- |
| 1     | Генрі Марш        | 8.30,75   |
| 2     | Ілля Коновалов    | 8.31,68   |
| 3     | Олександр Худяков | 8.33,66   |
| 4     | Айке Сігеюкі      | 8.36,98   |
| 5     | Отокіта Масасі    | 8.42,32   |
| 6     | Майк Феділ        | 8.48,35   |

| Місце | Команда                                                                    | Результат |
| ----- | -------------------------------------------------------------------------- | --------- |
| 1     | СШАГарві Гланс Кірк Баптіст Келвін Сміт Карл Льюїс                         | 38,28     |
| 2     | СРСРМикола Юшманов Олександр Семенов Олександр Євгеньєв Володимир Муравйов | 38,87     |
| 3     | ЯпоніяМацубара Каору Куріхара Кодзі Арікава Хідеюкі Асаба А.               | 39,84     |

| Місце | Команда                                                                    | Результат |
| ----- | -------------------------------------------------------------------------- | --------- |
| 1     | СШАВолтер Мак-Кой Рей Армстед Марк Роу Майкл Франкс                        | 3.02,04   |
| 2     | СРСРОлександр Трощило Володимир Крилов Олександр Васильєв Володимир Просін | 3.02,38   |
| 3     | ЯпоніяСудзукі Т. Кавасумі Хіромі Ямауті Кендзі Судзукі С.                  | 3.07,29   |

| Місце | Атлет              | Результат |
| ----- | ------------------ | --------- |
| 1     | Сонохара Такехіро  | 1:36.38   |
| 2     | Гері Морган        | 1:38.22   |
| 3     | Оуе Й.             | 1:39.09   |
| 4     | Реймонд Фанкхаузер | 1:40.25   |

| Місце | Атлет              | Результат |
| ----- | ------------------ | --------- |
| 1     | Ігор Паклін        | 2,30      |
| 2     | Джиммі Говард      | 2,25      |
| 3     | Уджино Судзі       | 2,20      |
| п/к   | Геннадій Авдєєнко  | 2,20      |
| 4     | Лі Болкін          | 2,10      |
| 5     |                    |           |
| —     | Рудольф Поварніцин | NM        |

| Місце | Атлет            | Результат |
| ----- | ---------------- | --------- |
| 1     | Сергій Бубка     | 5,70      |
| 2     | Павло Богатирьов | 5,60      |
| 3     | Тім Брайт        | 5,40      |
| 4     | Корі Тарпеннінг  | 5,30      |
| 5     | Такахасі Томомі  | 5,20      |
| —     | Хасіока Тосіюкі  | NM        |

| Місце | Атлет            | Результат |
| ----- | ---------------- | --------- |
| 1     | Карл Льюїс       | 8,28      |
| 2     | Роберт Емміян    | 8,13      |
| 3     | Сергій Лаєвський | 7,98      |
| 4     | Денні Джексон    | 7,64      |
| 5     | Іто Н.           | 7,63      |
| 6     | Усуй Дзюніті     | 7,55      |

| Місце | Атлет              | Результат |
| ----- | ------------------ | --------- |
| 1     | Віллі Бенкс        | 17,10     |
| 2     | Олег Проценко      | 16,94     |
| 3     | Володимир Плєханов | 16,90     |
| 4     | Ямасіта Норіфумі   | 16,49     |
| 5     | Уета Ясусі         | 16,08     |
| 6     | Денні Джексон      | 14,82     |

| Місце | Атлет          | Результат |
| ----- | -------------- | --------- |
| 1     | Сергій Смирнов | 22,01     |
| 2     | Дейв Лаут      | 21,40     |
| 3     | Яніс Боярс     | 21,31     |
| 4     | Джессі Стюарт  | 19,88     |
| 5     | Іто Й.         | 16,77     |
| 6     | Уріта Й.       | 16,73     |

| Місце | Атлет                | Результат |
| ----- | -------------------- | --------- |
| 1     | Георгій Колноотченко | 68,98     |
| 2     | Дмитро Ковцун        | 65,02     |
| 3     | Джон Павелл          | 62,74     |
| 4     | Джадд Бінлі          | 60,74     |
| 5     | Маеда Ю.             | 53,30     |
| 6     | Ямадзакі Ю.          | 52,98     |

| Місце | Атлет         | Результат |
| ----- | ------------- | --------- |
| 1     | Юрій Тамм     | 83,66     |
| 2     | Юрій Сєдих    | 76,36     |
| 3     | Джад Логан    | 73,28     |
| 4     | Дейв Маккензі | 68,46     |
| 5     | Сіоно Х.      | 63,80     |
| 6     | Касай К.      | 60,92     |

| Місце | Атлет              | Результат |
| ----- | ------------------ | --------- |
| 1     | Хейно Пуусте       | 85,08     |
| 2     | Мізогуті Кадзухіро | 84,80     |
| 3     | Йосіда Масамі      | 83,52     |
| 4     | Том Петранофф      | 82,34     |
| 5     | Том Джедвін        | 79,22     |
| 6     | Юрій Сєдих         | 36,36     |

### Жінки
| Місце | Атлетка             | Результат |
| ----- | ------------------- | --------- |
| 1     | Марина Жирова       | 11,14     |
| 2     | Антоніна Настобурко | 11,39     |
| 3     | Пем Маршалл         | 11,45     |
| 4     | Кетрін Воллес       | 11,72     |
| 5     | Конісі Еміко        | 11,72     |
| 6     | Кітада Тосіє        | 12,11     |

| Місце | Атлетка           | Результат |
| ----- | ----------------- | --------- |
| п/к   | Марина Жирова     | 22,45     |
| 1     | Ольга Владикіна   | 22,53     |
| 2     | Ельвіра Барбашина | 22,90     |
| 3     | Пем Маршалл       | 22,96     |
| 4     | Елла Сміт         | 23,65     |
| 5     | Ісодзакі Хіромі   | 24,52     |
| 6     | Косімото Хіромі   | 24,59     |

| Місце | Атлетка         | Результат |
| ----- | --------------- | --------- |
| 1     | Ольга Владикіна | 49,18     |
| 2     | Марія Пінігіна  | 49,61     |
| 3     | Ліллі Лезервуд  | 53,07     |
| 4     | Роберта Белл    | 54,72     |
| 5     | Ямая К.         | 55,06     |
| 6     | Наканісі А.     | 56,34     |

| Місце | Атлетка             | Результат |
| ----- | ------------------- | --------- |
| 1     | Надія Олізаренко    | 1.58,07   |
| 2     | Катерина Подкопаєва | 1.59,02   |
| 3     | Джоетта Кларк       | 2.04,59   |
| 4     | Арай Аяко           | 2.09,09   |
| 5     | Сюзанн Жирар        | 2.10,91   |
| 6     | Ямамото Т.          | 2.14,49   |

| Місце | Атлетка            | Результат |
| ----- | ------------------ | --------- |
| 1     | Равіля Аглетдінова | 4.06,08   |
| 2     | Заміра Зайцева     | 4.07,14   |
| 3     | Ліенн Воррен       | 4.12,89   |
| 4     | Сюзанн Жирар       | 4.22,79   |
| 5     | Кодзіма Кодзуе     | 4.34,59   |
| 6     | Таїма Ю.           | 4.49,90   |

| Місце | Атлетка           | Результат |
| ----- | ----------------- | --------- |
| 1     | Мері Найслі       | 8.49,97   |
| 2     | Заміра Зайцева    | 8.52,09   |
| 3     | Тетяна Позднякова | 8.58,20   |
| 4     | Кеті Гейз         | 9.06,97   |
| 5     | Тамура Юкі        | 9.39,82   |
| 6     | Кодзіма Кодзуе    | 9.47,42   |

| Місце | Атлетка           | Результат |
| ----- | ----------------- | --------- |
| 1     | Ольга Бондаренко  | 32.53,36  |
| 2     | Світлана Гуськова | 33.01,50  |
| 3     | Келлі Кейті       | 33.39,58  |
| 4     | Йокусука Хісано   | 33.40,00  |
| 5     | Робін Рут         | 35.18,43  |
| 6     | Ізуцу Сіно        | 35.43,01  |

| Місце | Атлетка           | Результат |
| ----- | ----------------- | --------- |
| 1     | Світлана Гусарова | 12,76     |
| 2     | Віра Акімова      | 12,81     |
| 3     | Пем Пейдж         | 13,60     |
| 4     | Акімото Емі       | 13,89     |
| 5     | Джуїма Н.         | 14,05     |
| —     | Ронда Бленфорд    | DQ        |

| Місце | Атлетка           | Результат |
| ----- | ----------------- | --------- |
| 1     | Маргарита Хромова | 55,83     |
| 2     | Марина Степанова  | 55,94     |
| 3     | Джуді Браун-Кінг  | 57,07     |
| 4     | Шованда Вільямс   | 59,95     |
| 5     | Сато Й.           | 1.00,04   |
| 6     | Ямамото Р.        | 1.01,34   |

| Місце | Команда                                                                | Результат |
| ----- | ---------------------------------------------------------------------- | --------- |
| 1     | СРСРАнтоніна Настобурко Наталія Бочина Марина Жирова Ельвіра Барбашина | 42,37     |
| 2     | СШАКетрін Воллес Сьюзен Шурр Елла Сміт Пем Маршалл                     | 43,59     |
| 3     | ЯпоніяКонісі Еміко Кітада Тосіє Курата Й. Ісодзакі Хіромі              | 45,97     |

| Місце | Команда                                                            | Результат |
| ----- | ------------------------------------------------------------------ | --------- |
| 1     | СРСРТетяна Алексеєва Ірина Назарова Марія Пінігіна Ольга Владикіна | 3.26,86   |
| 2     | СШАРоберта Белл Сьюзен Шурр Джуді Браун-Кінг Ліллі Лезервуд        | 3.34,69   |
| 3     | ЯпоніяКосімото Хіромі Ямая К. Наканісі А. Ісодзакі Хіромі          | 3.42,71   |

| Місце | Атлетка         | Результат |
| ----- | --------------- | --------- |
| 1     | Тамара Бикова   | 2,00      |
| 2     | Ольга Турчак    | 1,90      |
| 3     | Фукуміцу Хісайо | 1,85      |
| 4     | Сато Мегумі     | 1,85      |
| 5     | Джен Чесбро     | 1,85      |
| 5     | Джейн Клаф      | 1,85      |

| Місце | Атлетка          | Результат |
| ----- | ---------------- | --------- |
| 1     | Олена Коконова   | 7,10      |
| 2     | Галина Чистякова | 7,10      |
| 3     | Керол Льюїс      | 6,95      |
| 4     | Сабріна Вільямс  | 6,05      |
| 5     | Сасакі Аюмі      | 5,87      |
| 6     | Ісогай Мінако    | 5,72      |

| Місце | Атлетка           | Результат |
| ----- | ----------------- | --------- |
| 1     | Наталія Лісовська | 20,73     |
| 2     | Нуну Абашидзе     | 19,47     |
| 3     | Рамона Пейгел     | 16,95     |
| 4     | Пеггі Поллок      | 16,61     |
| 5     | Сасакі М.         | 14,60     |
| 6     | Судзукі Ая        | 14,30     |

| Місце | Атлетка          | Результат |
| ----- | ---------------- | --------- |
| 1     | Галина Савінкова | 70,40     |
| 2     | Галина Мурашова  | 60,92     |
| 3     | Керол Кейді      | 60,26     |
| 4     | Пенні Нір        | 54,70     |
| 5     | Кітаморі Ікуко   | 52,74     |
| 6     | Судзукі Х.       | 45,62     |

| \| Місце \| Атлетка \| Результат \| \| ----- \| --------------- \| --------- \| \| 1 \| Ольга Гаврилова \| 65,96 \| \| 2 \| Мацуй Емі \| 54,04 \| \| 3 \| Морі Мінорі \| 54,00 \| \| 4 \| Лорі Мерсер \| 51,44 \| \| 5 \| Кеті Сулінські \| 51,44 \| \| 6 \| Галина Мурашова \| 16,26 \| |                 |           |
| Місце | Атлетка         | Результат |
| 1 | Ольга Гаврилова | 65,96     |
| 2 | Мацуй Емі       | 54,04     |
| 3 | Морі Мінорі     | 54,00     |
| 4 | Лорі Мерсер     | 51,44     |
| 5 | Кеті Сулінські  | 51,44     |
| 6 | Галина Мурашова | 16,26     |

## Командний залік
|                 | СРСР | США |
| --------------- | ---- | --- |
| Чоловіки        | 104  | 114 |
| Жінки           | 117  | 50  |
| Загальний залік | 221  | 164 |

|                 | СРСР | Японія |
| --------------- | ---- | ------ |
| Чоловіки        | 138  | 79     |
| Жінки           | 120  | 48     |
| Загальний залік | 258  | 127    |

|                 | США | Японія |
| --------------- | --- | ------ |
| Чоловіки        | 141 | 81     |
| Жінки           | 107 | 60     |
| Загальний залік | 248 | 141    |